# Dilly Duka
Dilly Duka (* 15. September 1989 in Montville, New Jersey) ist ein albanisch-amerikanischer Fußballspieler, der vorwiegend im Mittelfeld eingesetzt wird.

## Karriere

### Jugend und Amateurfußball
Duka wuchs in Montville als Sohn albanischer Einwanderer aus Debar auf. Während seiner Zeit an der Rutgers University spielte Duka 36 Spiele für das Collegeteam seiner Universität. Dabei erzielte er zehn Tore und bereitete fünf weitere vor. In den Jahren 2008 und 2009 spielte er außerdem für Newark Ironbound Express in der USL Premier Development League.

### Vereinskarriere
Am 14. Januar 2010 wurde er als achter Pick in der ersten Runde des MLS SuperDraft von der Columbus Crew gewählt. Sein Pflichtspieldebüt bestritt er am 29. Juni 2010 in einem Pokalspiel um den Lamar Hunt U.S. Open Cup gegen die Rochester Rhinos.
Nach zwei Saisons wurde Duka am 1. Februar 2013 zu Chicago Fire transferiert. Die Columbus Crew erhielt im Gegenzug Dominic Oduro.
Am 29. Juli 2014 verließ Duka Chicago und wechselte im Tausch gegen Sanna Nyassi zu Montreal Impact. In der Saison 2014 spielte Duka 14 Ligaspiele für Impact und konnte drei Tore erzielen. In der darauffolgenden Saison 2015 gelangen ihm in 27 Spielen zwei Tore. Darüber hinaus wurde er in drei Playoff-Spielen der Saison 2015 eingesetzt, auch dort gelang ihm ein Tor.
Anfang 2016 gab Montreal Impact bekannt, dass Duka zur Saison 2016 nicht im Kader der Kanadier stehen wird. Dies wurde damit begründet, dass Duka einen Wechsel in eine europäische Fußballliga anstrebe und kein Interesse mehr habe, für die Kanadier eingesetzt zu werden.

### Nationalmannschaft
Duka ist sowohl für die US-amerikanische als auch die albanische Fußballnationalmannschaft grundsätzlich spielberechtigt. Zunächst entschied sich Duka für die US-amerikanische Nationalmannschaft.
Bei der U-20-Fußball-Weltmeisterschaft 2009 wurde Duka in allen drei Spielen der USA eingesetzt.
Mittlerweile hat Duka allerdings Kontakt mit dem albanischen Fußballverband FSHF aufgenommen und wartet auf seine Nominierung für die albanische Nationalmannschaft.